# Lórév
Lórév è un comune dell'Ungheria di 316 abitanti (dati 2008) situato nella contea di Pest, nell'Ungheria settentrionale.